# Gunniopsis glabra
Gunniopsis glabra är en isörtsväxtart som först beskrevs av Alfred James Ewart, och fick sitt nu gällande namn av Charles Austin Gardner. Gunniopsis glabra ingår i släktet Gunniopsis och familjen isörtsväxter. Inga underarter finns listade i Catalogue of Life.